# Bioszféra

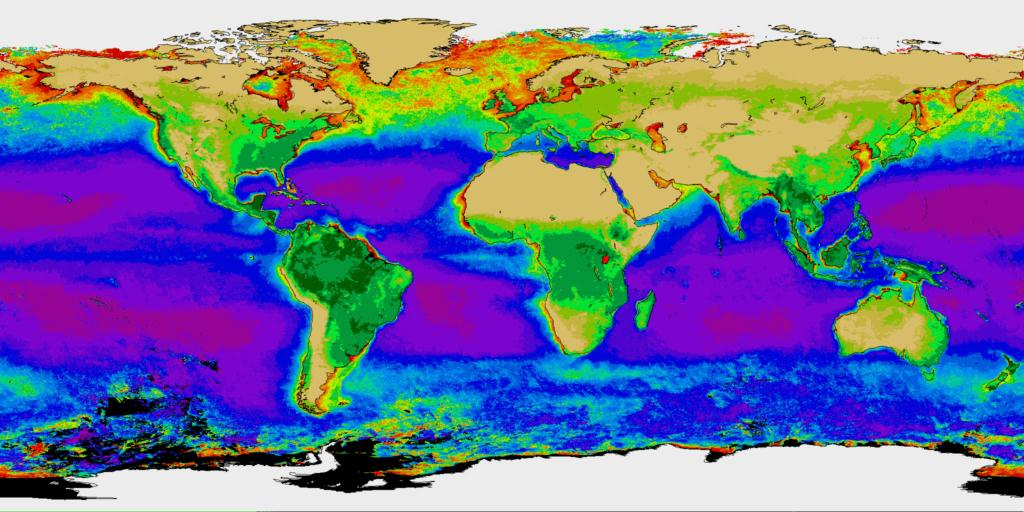
A teljes bioszféra: hamis színes mozaikfelvétel a planktonkoncentrációt jelző CZCS képekből és a szárazföldi vegetációra vonatkozó
AVHRR adatokból.

A bioszféra a Föld kőzetburkának (litoszféra), vízburkának (hidroszféra), levegőburkának (atmoszféra) azon része, ahol van élet és biológiai folyamatok mennek végbe. A legszélesebb
geofiziológiai nézőpont szerint a bioszféra a globális ökológiai rendszer, az összes élőlénnyel
és ezek minden kapcsolatával, beleértve az élettelen környezettel való kapcsolatot is. A bioszféra
alapvonása az evolúció, ami 3,5 milliárd évvel ezelőtt vette kezdetét az élet keletkezésével.
A bioszféra élő anyaga, a biomassza mintegy 1900 gigatonna szenet tartalmaz, ez a földfelszínre
vonatkoztatva 3,7 kg/m² szénnek felel meg (átlagosan a tengereken és a szárazföldön).

## Történet és értelmezés
A bioszféra szót 1875-ben alkotta meg Eduard Suess geológus. A geológiai eredet ellenére a fogalom létrejötte Charles Darwin biológus és Matthew F. Maury oceanográfus hatását jelzi a földtudományokra. Ökológiai értelemben Vlagyimir Ivanovics Vernadszkij használta először az 1920-as években, megelőzve ezzel Arthur Tansley 1935-ben bevezetett ökoszisztéma fogalmát. Vernadszkij az ökológiát a bioszféra tudományaként határozta meg. Ez az interdiszciplináris megközelítés összeköti a csillagászat, geofizika, meteorológia, biogeográfia, evolúció, geológia, geokémia, hidrológia tudományágakat, és általában véve minden élet- és földtudományt.

### Szűkebb meghatározás
Néhány tudományág jóval szűkebb értelemben használja a bioszféra fogalmát. Például a geokémikusok az élőlények összességét (a biomasszát vagy biótát) értik alatta. Ebben az értelemben a bioszféra egyike a geokémiai modell négy elkülönülő összetevőjének (a másik három a litoszféra, hidroszféra és az atmoszféra). A geokémikusok szűk értelmezése a specializáció egyik következménye. Sokan használják az 1960-as években keletkezett ökoszféra kifejezést, mint a Föld kapcsolatban álló biológiai és fizikai összetevőinek összefoglaló elnevezését.
A bioszférika (biospherics) a bioszféramodellek (például mesterséges földi bioszférák) újkeletű tudománya és technológiája. A bioszférika vizsgálati tárgya a mesterséges nem földi (hanem például marsi) bioszférák létrehozása is.

### Gaia-elmélet
A koncepciót, ami akár ténylegesen vagy metaforikusan élő szervezetnek tekinti a bioszférát, Gaia-elméletnek nevezik. Az elmélet kidolgozója James Lovelock, amerikai biológus, aki szerint Gaia a föld bioszféráját, atmoszféráját, vizeit és földjeit magába foglaló komplex egység; kibernetikai rendszer, mely maga képes a földi élethez szükséges optimális fizikai és kémiai környezetet kialakítani/fenntartani.

## Kiterjedés
Néhány teoretikus szerint a földfelszín nem a legideálisabb hely az élethez, bár csaknem minden helyen – a sarkoktól az Egyenlítőig – megtalálni az élet valamilyen formáját. Valóban, az újabb mikrobiológiai kutatások kimutatták, hogy több kilométer mélyen a szárazföld alatt, a Föld kőzetburkának eddig élettelennek hitt rétegeiben vízben oldott hidrogént hasznosító baktériumok tömege található, és ez megduplázhatja a biomassza becsült tömegét.
A bioszféra pontos vastagsága nehezen mérhető. A madarak 650–2000 méterig is képesek felemelkedni, a halak pedig mélyen a tengerfelszín alatt is megtalálhatók (például 8372 m mélyen a Puerto Ricó-i árokban). További szélsőséges példák az élet előfordulásaira: a karvalykeselyű 11 300 m magasra is képes felrepülni; az indiai lúd  vándorlása során legalább 8300 m magasságban átrepül a Csomolungma felett; a jakok 3200–5400 méter tengerszint feletti magasságon élnek; a sörényes tahr általában a 3500–4500 méter közötti magasságokban él.
A mikroszkopikus szervezetek (például baktériumok) jelentősen megnövelik a bioszféra vastagságát, mivel 5400 m tengerszint feletti magasságtól 9000 m tengerszint alatti mélységig fordulnak elő, és több kilométer mélységben is megtalálhatóak a kőzetburokban.

## Modellkísérletek
A Bioszféra 2 a bioszférától elzárt, 13 ezer m²-es arizonai laboratórium. A BIOS–3 egy orosz kísérlet volt 1967 és 1968 között.
Bioszféra–J néven is ismert egy japán kísérlet.

## Részei
A bioszféra jellegzetes faunával és flórával rendelkező biomokra osztható fel. A szárazföldön a biomok elsősorban a szélességi övek mentén különülnek el. Az Északi és a déli sarkkör növény- és állatvilága viszonylag szegényes, a leggazdagabb élőhelyeket pedig az Egyenlítő közelében lehet megtalálni. A sarki és mérsékelt övi biomok kisebb energiaforgalommal rendelkeznek és viszonylag kis részét is adják a biomasszának.

## Lásd még
- A Föld szférái
- Szuperorganizmus

## Ajánlott irodalom
- Balogh János: Bioszféra-expedíció, RTV–Minerva, Budapest, 1980. ISBN 963-223-185-6
- Vida Gábor: Helyünk a bioszférában, TypoTeX, Budapest, 2001. ISBN 963-9326-12-7

## Külső hivatkozások (angol nyelven)
- A bioszférika honlapja
- GLOBIO.info, az ember bioszférára gyakorolt jelenlegi, múlt- és jövőbeli hatását vizsgáló program.
- Paul Crutzen VEGA-interjú Interjú Paul Crutzen Nobel-díjassal, az ózonréteg vékonyodásának okait feltáró kutatóval (beszélgetőtársa Harry Kroto Nobel-díjas kémikus, a Vega Science Trust produkciós cég alapítója).